# Jordaaniella
Genre
Classification phylogénétique
Jordaaniella H.E.K.Hartmann est un genre de plante de la famille des Aizoaceae.
Jordaaniella H.E.K.Hartmann, Biblioth. Bot. 136: 57 (1983)
Type : Jordaaniella clavifolia (L.Bolus) H.E.K.Hartmann (Mesembryanthemum clavifolium L.Bolus)

## Liste des espèces
- Jordaaniella anemoniflora (L.Bolus) van Jaarsv.
- Jordaaniella clavifolia (L.Bolus) H.E.K.Hartmann
- Jordaaniella cuprea (L.Bolus) H.E.K.Hartmann
- Jordaaniella dubia (Haw.) H.E.K.Hartmann
- Jordaaniella maritima (L.Bolus) van Jaarsv.
- Jordaaniella spongiosa (L.Bolus) H.E.K.Hartmann
- Jordaaniella uniflora (L.Bolus) H.E.K.Hartmann